# Versöhnungskirche (Wolfenbüttel)

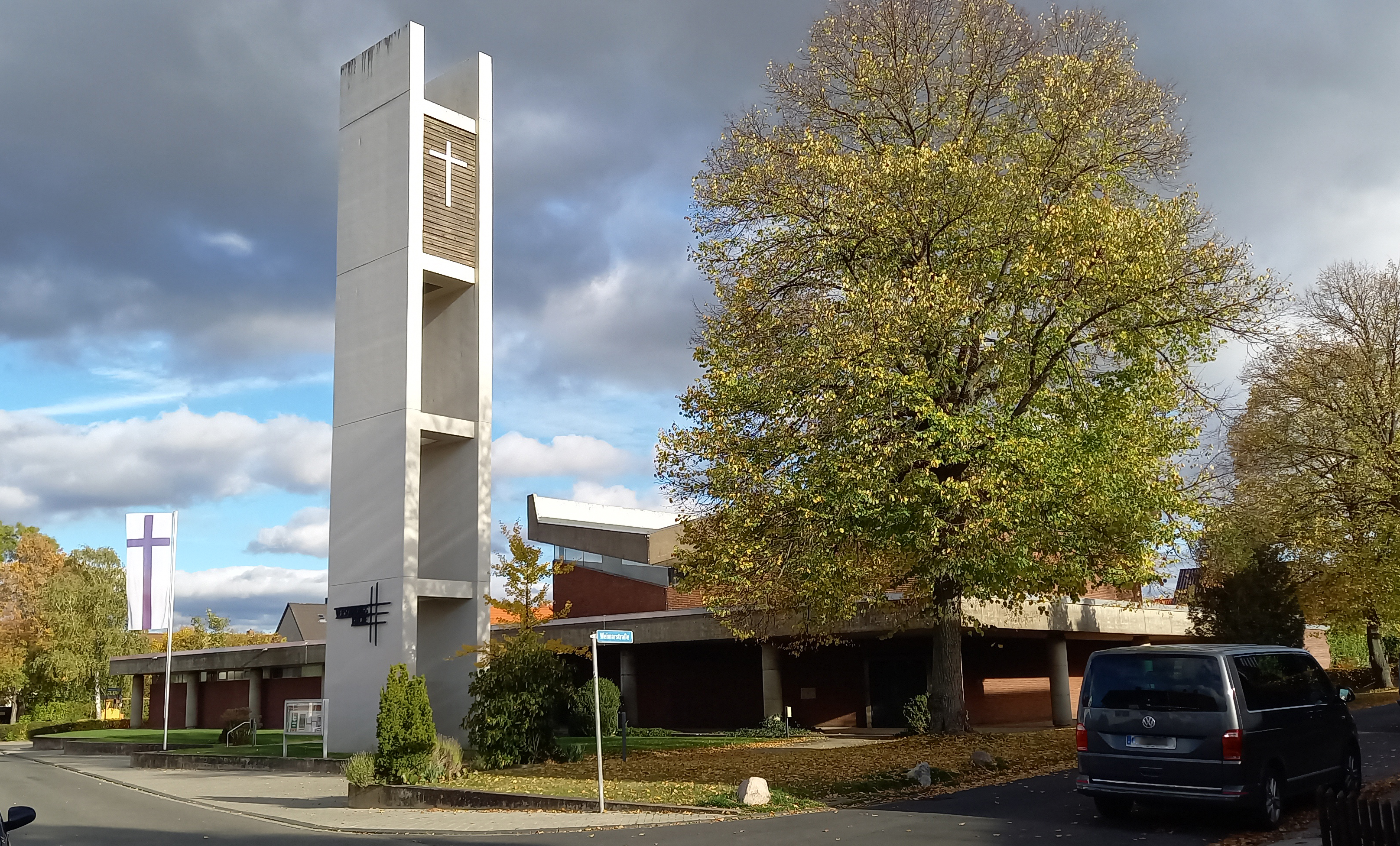
Glockenturm mit Haupteingang

Die Versöhnungskirche ist eine Kirche im Südwesten der Stadt Wolfenbüttel, deren Gemeinde zur Propstei Wolfenbüttel in der Evangelisch-Lutherischen Landeskirche in Braunschweig gehört. Der Gebäudekomplex entstand zusammen mit dem ihn umgebenden Wohngebäuden in den 1960er Jahren und bildet ein eindrucksvolles Ensemble.
Die Grundsteinlegung erfolgte am 2. Juli 1963, die Weihe am 17. Dezember 1965 (3. Advent). Damit ist die Versöhnungskirche der erste evangelische Kirchenbau der Stadt Wolfenbüttel nach 250 Jahren.
Den Entwurf des Aufbaues der Gesamtanlage erstellte Friedrich Berndt (Technische Universität Braunschweig).

## Aufbau der Gesamtanlage

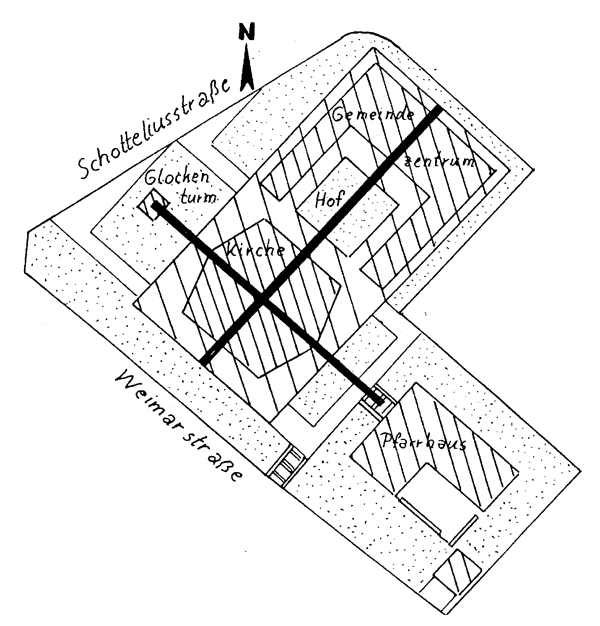
Gesamtkonzeption der Anlage

Die Kirche, das Gemeindezentrum und das Pfarrhaus sind in einem nüchternen Stil gehalten. So entsteht zunächst ein sehr schmuckloser und sachlicher Eindruck. Sichtbeton und Klinker prägen das Bild. Allein der Glockenturm ist weiß gefasst. Durch seine Einbettung in eine eng umschließende Wohnbebauung ist es schwer, die Gliederung der Gesamtanlage nachzuvollziehen.
Der Anlage der Gebäude zeigt bei genauerem Hinschauen eine ausgewogene Planung: Das Gelände wird durch zwei Achsen bestimmt. Die eine Achse geht durch Kirche und Gemeindezentrum. Sie durchquert vier jeweils in der Mitte stehende Säulen, die Mitte zwei gegenüberliegender Seiten der Kirche und teilt wie die Kirche das Gemeindezentrum in zwei gleiche Hälften. Die andere Achse geht durch Glockenturm, Orgel, Altar und Kreuz direkt auf den Eingang des Pfarrhauses, wobei Glockenturm und Treppe vor dem Pfarrhaus gleich weit von der Außenwand der Kirche entfernt sind.
Nimmt man Glockenturm und Treppe zum Pfarrhaus als Endpunkte eines Querbalkens, so ergibt sich mit dem Balken der Achse Kirche/Gemeindezentrum ein Kreuz über der Gesamtanlage. Ähnliche Kreuze finden sich oft in kirchlich bestimmten Planungen. So wurden in den mittelalterlichen Städten Goslar und Hildesheim die Kirchen so gelegt, dass durch ihre Position, wenn man die Kirchen mit Linien verbindet, Kreuze über die Städte gelegt werden. Auf jeden Fall lohnt es sich, die Anlage der Versöhnungskirche bewusst zu betrachten.

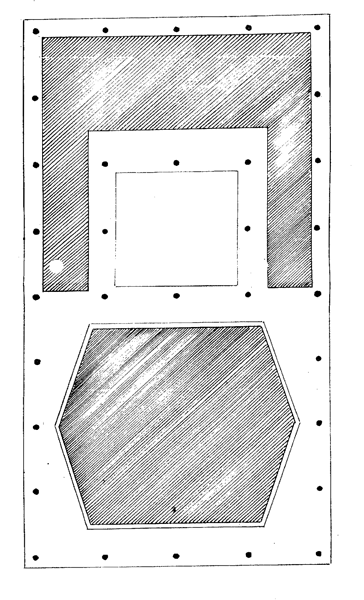
Grundriss mit Anordnung der Säulen

Die Kirche selbst bildet ein Sechseck, während die Gemeinderäume in U-Form einen Hof umgeben. Beide Bereiche sind vom Raumvolumen gleichwertig nebeneinander gestellt. Verbunden werden sie zweifach: Ein durchgehender, mit Waschbeton belegter Sockel hebt Kirche und Gemeindezentrum auf eine gemeinsame Ebene. Dieser Basis entspricht ein gemeinsames Dach, das das Gemeindezentrum bedeckt und um die über dieses Dach hinausragende Kirche einen Umgang bildet. Das Dach wird durch 32 Betonsäulen getragen. 24 Säulen umgeben die Anlage, je neun auf den Längs- und je fünf auf den Schmalseiten. Die Betonsäulen heben sich vom Hintergrund des roten Klinkers ab. Die Räume des Gemeindezentrums erhalten von ihnen einen optischen Umgang, der aber keine eigentliche Funktion besitzt. Um die Kirche tragen sie einen weiten Umgang, der zu begehen ist. Im Inneren der Anlage umgeben acht Betonsäulen einen vertieften und bepflanzten Hof, der von drei Seiten vom Gemeindezentrum eingefasst ist.
Der Blick auf den Grundriss der Anlage zeigt, dass Kirche und Gemeindezentrum jeweils von 16 Säulen umgeben werden. Diese bilden zwei Quadrate um Kirche und Gemeindezentrum, wobei die fünf Säulen in der Mitte zu beiden Quadraten gehören. Die strenge Gesamtanlage wird noch dadurch unterstrichen, dass die Außenfenster von Kirche und Gemeindezentrum als Lichtbänder unter die Dächer gerückt sind. Nur im Innenhof und auf der nicht sichtbaren Außenseite sind größere Fensterflächen angeordnet. Der Innenhof ist dem Gesamtcharakter der Anlage entsprechend gestaltet worden.

### Architektonisch-konstruktive Besonderheit
Das Dach der Versöhnungskirche besteht aus einer nach innen gekehlten Spannbeton-Konstruktion. Sie wird nur durch sechs Stahlsäulen getragen. Diese Bauweise wurde hier das erstmals in Deutschland angewandt. Der Streifen zwischen Dachkonstruktion und Wand bildet ein durchgehendes Lichtband, durch das der Innenraum beleuchtet wird.

## Ausstattung

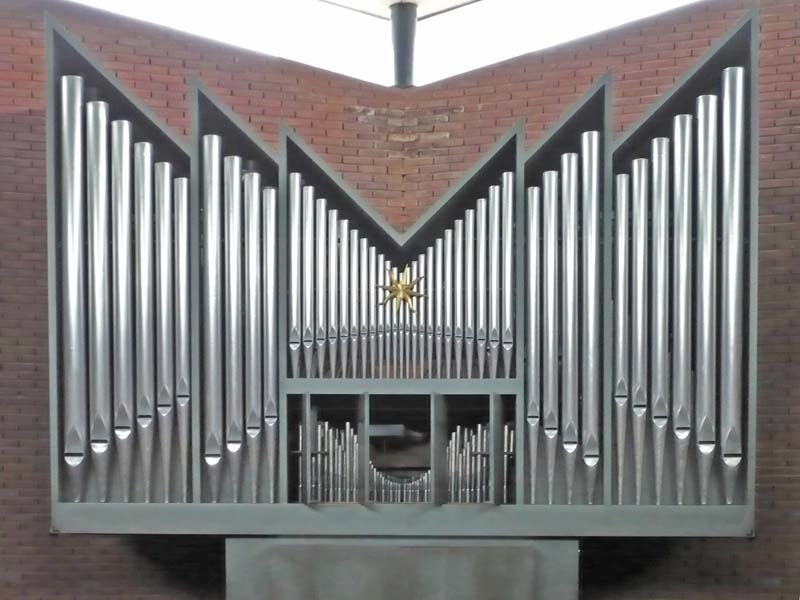
Orgelprospekt

Die Bronzearbeiten wurden von dem Künstler Jürgen Weber ausgeführt:
- Kreuzabnahme
- massive Taufschale
- Kanzel mit dem Symbol des Fisches
- Osterleuchter mit einer Darstellung einer Lanze, Geißel und Schwamm als Zeichen des Leidens Christi.

Der Opferkerzenbaum ist dagegen eine Arbeit von Berufsschülern der Carl-Gotthard-Langhans-Schule. Die beiden Wandteppiche wurden durch Konfirmanden 2006 und 2007 erstellt.

### Orgel
Die Orgel wurde von der Firma Führer (Wilhelmshaven) 1968 gefertigt. Sie verfügt über 22 Register, die auf zwei Manuale und Pedal verteilt sind. Die Disposition lautet wie folgt:
| I Hauptwerk C–g3 |       |
| Prinzipal        | 8′    |
| Rohrflöte        | 8′    |
| Oktave           | 4′    |
| Koppelflöte      | 4′    |
| Flachflöte       | 2′    |
| Sesquialtera II  |       |
| Mixtur IV–VI     | 1 ⁄3′ |
| Trompete         | 8′    |
| Tremulant        |       |

| II Brustwerk (schwellbar) C–g3 |       |
| Holzgedackt                    | 8′    |
| Blockflöte                     | 4′    |
| Prinzipal                      | 2′    |
| Quinte                         | 1 ⁄3′ |
| Scharff III                    | 1⁄2′  |
| Trichterregal                  | 16′   |
| Dulcian                        | 8′    |
| Tremulant                      |       |

| Pedal C–d1    |     |
| Subbaß        | 16′ |
| Prinzipalbaß  | 8′  |
| Metallgedackt | 8′  |
| Quintade      | 4′  |
| Mixtur IV     | 2′  |
| Posaune       | 16′ |
| Trompete      | 4′  |

- Koppeln: II/I, I/P, II/P
- Zimbelstern

## Glockenturm / Geläut
Das Geläut in dem 22,50 m hohen Glockenturm besteht aus vier Bronzeglocken der Firma Schilling, Heidelberg. Die Tonlage fis‘, h‘, cis‘‘ und dis‘‘ ist auf das Geläut der Marienkirche Beatae Mariae Virginis (BMV) und der katholischen Kirche St. Petrus abgestimmt.
Die Glocken tragen Inschriften mit dem Bezug auf „Versöhnung“ 2. Korinther 5,20; Johannes 3,16; Matthäus 6,12 und Römer 6,3.

## Geschichte und Pastoren
Die Gemeinde wurde am 1. April 1957 als 3. Gemeindebezirk der Marienkirche oder Beatae Mariae Virginis (kurz: BMV; heilige Jungfrau Maria) gegründet und am 1. April 1963 selbständig. Arno Hofer wurde mit der Leitung beauftragt und behielt diese bis zum 30. Juni 1990. Die Ordination erfolgte jedoch erst am 12. Dezember 1957 durch Landesbischof Martin Erdmann.
Am 1. Juli 1990 wurde Mark Gudladt zum Pfarrer berufen. Seine Ordination erfolgte am 7. Juli 1990 durch Landesbischof Gerhard Müller. Er leitet die Gemeinde bis zum 15. Oktober 1993.
Nach einer kurzen Vakanz übernahm Pfarrer Christian Vahrmeyer von 1. Dezember 1993 bis zum 31. Dezember 2001 die Leitung der Gemeinde. Ihm folgte am 1. Juli 2002 bis 31. Mai 2022 Pfarrer Gerald Pietrzynski. Nach einem Jahr Vakanz übernahm Pfarrer Daniel Kolkmann am 1. Juli 2023 die Leitung der Gemeinde der Versöhnungskirche (Wolfenbüttel) und die Gemeinde St.-Johannis-Kirche (Wolfenbüttel). Träger der Pfarrstelle sind nicht die Gemeinden, sondern ist der Kirchengemeindeverband St. Paulus.